# Norman Manea
Norman Manea (Bucovina, Romania, 1936) és un dels escriptors romanesos més reconeguts internacionalment. Ha viscut en primera persona molts dels esdeveniments de la història europea del segle xx: va ser deportat pels nazis a un camp de concentració juntament amb la seva família i va patir la dictadura de Ceaușescu. Exiliat des del 1986, actualment viu a Nova York i és professor al Bard College. Ha guanyat nombrosos premis literaris i distincions internacionals; per exemple, el 2009 fou nomenat Comanador de les Arts i les Lletres de França i el 2013 fou guardonat amb el Premi Internacional d'Assaig Josep Palau i Fabre.

## Obres
- 1969 Noaptea pe latura lungă ('La nit pel costat llarg'), narrativa
- 1970 Captivi ('Captius'), novel·la
- 1974 Primele porţi ('Les primeres portes'), narrativa
- 1977 Cartea Fiului ('El llibre del fill'), novel·la
- 1979 Anii de ucenicie ai lui August Prostul ('Els anys d'aprenentatge d'August el Dolent'), novel·la
- 1981 Octombrie, ora opt ('L'octubre, a les vuit'), narrativa
- 1984 Pe Contur ('A l'entorn'), assaig
- 1986 Plicul negru ('El sobre negre'), novel·la
- 1997 Despre Clovni: Dictatorul şi Artistul ('Sobre els pallassos: El dictador i l'artista'), assaig
- 1999 Fericirea obligatorie ('Felicitat obligatòria'), narrativa
- 1999 Casa Melcului ('La casa del Cargol'), entrevistes
- 2003 Întoarcerea huliganului ('El retorn del brètol'), memòries
- 2004 Plicuri şi portrete ('Sobres i retrats'), assaig
- 2006 Textul nomad (La llengua nòmada), entrevistes
- 2008 Vorbind pietrei ('Parlant amb una pedra'), poesia
- 2008 Înaintea despărţirii ('Abans de partir'), converses amb Saul Bellow
- 2009 Vizuina ('El cau'), novel·la
- 2010 Laptele negru ('La llet negra'), assaig i entrevistes
- 2010 Curierul de Est ('El missatger de l'est'), converses amb Edward Kanterian
- 2011 Cuvinte din exil ('Paraules des de l'exili'), converses amb Hannes Stein

## Traduccions al català
- La llengua nòmada, trad. de Coral Romà i Garcia. Barcelona: Arcàdia, 2008. ISBN 9788493534530. Títol original: Textul nomad (2006).
- Monuments a la vergonya / Monuments of shame. Barcelona: CCCB, 2009. ISBN 9788461355839. Conferència celebrada al Centre de Cultura Contemporània de Barcelona el 19 d'octubre de 2009, en el marc del cicle «1989: Europa, vint anys després de la caiguda del Mur».